# شهرستان اسکات (تنسی)
شهرستان اسکات، تنسی (به انگلیسی: Scott County, Tennessee) یک سکونتگاه مسکونی در ایالات متحده آمریکا است که در تنسی واقع شده‌است.

## خصوصیات
شهرستان اسکات ۱٬۳۸۱ کیلومترمربع مساحت دارد.